# Hypothyris zephyrus
Hypothyris zephyrus är en fjärilsart som beskrevs av Fox 1945. Hypothyris zephyrus ingår i släktet Hypothyris och familjen praktfjärilar. Inga underarter finns listade i Catalogue of Life.